# 1894 год в музыке

## События
- 17 февраля — в концерте, посвящённом памяти П. И. Чайковского была впервые показана картина лебедей из балета «Лебединое озеро» в постановке Льва Иванова (главные партии исполнили Пьерина Леньяни и Павел Гердт).
- 14 марта — мировая премьера Симфонии № 1 Карла Нильсена в Копенгагене, дирижёр — Юхан Свенсен
- 16 марта — премьера оперы «Таис» Жюля Массне в Париже
- 19 апреля — премьера оперы «Вертер» Жюля Массне в Нью-Йорке
- 22 сентября — открытие театра Teatro Lirico в Милане[1]
- 16 ноября — дебют Энрико Карузо в Неаполе[2]
- 22 декабря — премьера прелюдии «Послеполуденный отдых фавна» Клода Дебюсси в Париже
- В Лондоне основывается Национальный музыкальный колледж[3]

## Классическая музыка
- Антон Брукнер — Симфония № 9
- Сергей Рахманинов — Каприччио на цыганские темы
- Александр фон Цемлинский — Соната для виолончели и фортепиано
- Антон Аренский — трио для фортепиано № 1 ре-минор, опус 32
- Иоганнес Брамс — две сонаты для кларнета, опус 120
- Клод Дебюсси — три пьесы «Образы»; прелюдия «Послеполуденный отдых фавна»
- Роберт Фукс — серенада № 5 ре-мажор, опус 53
- Александр Гречанинов — струнный квартет № 1 соль-мажор, опус 2
- Виктор Герберт — Концерт для виолончели № 2 ля-минор
- Михаил Ипполитов-Иванов — «Кавказские эскизы»
- Жозеф Йонген — струнный квартет № 1 до-минор, опус 3
- Александр Копылов — струнный квартет № 2 фа-мажор, опус 23
- Карл Нильсен — Симфония № 1 соль-мажор; симфоническая сюита для фортепиано
- Йозеф Райнбергер — соната ми-бемоль мажор
- Адольф Самюэль — Симфония № 7, опус 48
- Вильгельм Стенхаймар — струнный квартет № 1 до-мажор, опус 2
- Луи Виктор Жюль Вьерн — струнный квартет ре-минор, опус 12

## Опера
- Антон Аренский — «Рафаэль»
- Гренвилл Банток — «Жемчужина Ирана»
- Юлиус Бекгор — «Фрау Инге»
- Эрман Бембер — «Клеопатра»
- Фредерик Делиус — «Волшебный фонтан»
- Хэмиш Макканн — «Дженни Динс»
- Жюль Массне — «Таис»
- Эмиль Пессар — «Немой»
- Артур Салливан — «Вождь»
- Сергей Танеев — «Орестея»

## Родились
- 7 января — Валентин Чернов (ум. 1980) — русский и советский музыкант, дирижёр и педагог
- 31 января — Айшэм Джонс[англ.] (ум. 1956) — американский бэндлидер, саксофонист, басист и автор песен
- 1 февраля — Джеймс Джонсон (ум. 1955) — американский джазовый пианист и композитор
- 12 марта — Джозеф Мейер[англ.] (ум. 1987) — американский автор песен
- 15 апреля — Бесси Смит (ум. 1937) — американская блюзовая певица
- 27 апреля — Николай Слонимский (ум. 1995) — русский и американский музыковед, дирижёр и композитор
- 22 мая — Дмитрий Тёмкин (ум. 1979) — русский и американский композитор, пианист и дирижёр
- 29 мая — Беатрис Лилли (ум. 1989) — британская актриса и певица канадского происхождения
- 1 июня — Персиваль Маккей[англ.] (ум. 1950) — британский пианист, композитор и бэндлидер
- 4 июня — Ла Болдюк[англ.] (ум. 1941) — канадская певица, музыкант и автор песен
- 10 июня —
- Пётр Фёдорович Шубин (ум. 1948) —  советский композитор, дирижёр
- Панч Миллер[англ.] (ум. 1971) — американский джазовый трубач
- 1 июля — Хмаис Тарнан (ум. 1964) — тунисский композитор, исполнитель на лютне и певец
- 10 июля — Джимми Макхью[англ.] (ум. 1969) — американский композитор
- 14 июля — Тед Койлер (ум. 1973) — американский поэт-песенник
- 15 августа — Гарри Экст[англ.] (ум. 1963) — американский автор песен и пианист
- 3 сентября — Мари Дюба (ум. 1972) — французская певица
- 9 сентября — Артур Фрид (ум. 1973) — американский поэт-песенник и продюсер
- 10 сентября — Лу Хэндмен[англ.] (ум. 1956) — американский композитор
- 18 сентября — Уиллард Робисон[англ.] (ум. 1968) — американский певец, пианист и композитор
- 22 сентября — Дэйв Дрейер[англ.] (ум. 1967) — американский композитор и пианист
- 26 сентября — Вон Де Лит[англ.] (ум. 1943) — американская певица
- 5 ноября — Енё Задор (ум. 1977) — американский композитор и педагог венгерского происхождения
- 31 декабря — Эрнест Джон Моран[англ.] (ум. 1950) — британский композитор

## Скончались
- 13 января — Надежда фон Мекк (62) — русская меценатка, покровительница Петра Чайковского
- 21 января — Гийом Лекё (24) — бельгийский композитор
- 4 февраля
  - Луи Левандовский (72) — немецкий композитор
  - Адольф Сакс (79) — бельгийский педагог и конструктор музыкальных инструментов, изобретатель саксофона и саксгорнов
- 11 февраля — Эмилио Арриета[исп.] (72) — испанский композитор
- 12 февраля — Ханс фон Бюлов (64) ― немецкий дирижёр, пианист, педагог и композитор
- 15 февраля —  Филипп Фарбах (младший) — австрийский композитор.
- 18 февраля — Эрнесто Камилло Сивори (78) — итальянский скрипач и композитор
- 21 марта — Якоб Розенхайн (80) — немецкий пианист, композитор и музыкальный педагог
- 13 апреля
  - Мэри Карандини (68) — австралийская оперная певица (сопрано) английского происхождения
  - Филипп Шпитта (52) — немецкий музыковед и историк музыки, автор биографии Иоганна Себастьяна Баха
- 23 июня — Мариетта Альбони (68) — итальянская оперная певица (контральто)
- 9 июля — Хувентино Росас (26) — мексиканский композитор, скрипач и руководитель оркестра
- 26 июля — Эдуард Таувиц[нем.] (82) — немецкий композитор
- 13 сентября — Эмманюэль Шабрие (53) — французский композитор
- 16 октября — Йоханна Вагнер (66) — немецкая оперная певица (сопрано)
- 28 октября — Рудольф Хильдебранд[нем.] (70) — немецкий лингвист, исследователь немецких народных песен
- 4 ноября — Юджин Удин[англ.] (36) — американский оперный певец (баритон) и композитор
- 20 ноября — Антон Рубинштейн (64) — русский композитор, пианист, дирижёр и музыкальный педагог